# Raymond Mommens
Raymond Mommens (ur. 27 grudnia 1958 w Lebbeke) – belgijski piłkarz grający na pozycji lewego pomocnika.

## Kariera klubowa
Karierę piłkarską Mommens rozpoczął w KSC Lokeren. W sezonie 1975/1976 zadebiutował w pierwszej lidze belgijskiej, a już w następnym zaczął występować w pierwszym składzie Lokeren. W sezonie 1980/1981 wywalczył z Lokeren wicemistrzostwo kraju (najwyższe miejsce tego klubu za czasów gry w lidze belgijskiej). W tym samym sezonie wystąpił także w przegranym 0:4 finale Pucharu Belgii ze Standardem Liège. W Lokeren grał do 1986 roku. W barwach tego klubu rozegrał łącznie 306 ligowych meczów, w których strzelił 59 goli.
Latem 1986 Mommens przeszedł do Sportingu Charleroi. W Charleroi, podobnie jak w Lokeren, grał w podstawowym składzie. W 1993 roku po raz drugi w karierze wystąpił w finale belgijskiego pucharu, jednak Sporting uległ w nim 0:2 Standardowi Liège. Do końca sezonu 1996/1997 grał w pierwszym składzie w Charleroi. Wtedy też zakończył karierę piłkarską w wieku 39 lat.
| Sezon   | Klub               | Kraj   | Rozgrywki      | Mecze | Bramki |
| ------- | ------------------ | ------ | -------------- | ----- | ------ |
| 1975/76 | KSC Lokeren        | Belgia | Division I     | 8     | 0      |
| 1976/77 | KSC Lokeren        | Belgia | Division I     | 24    | 5      |
| 1977/78 | KSC Lokeren        | Belgia | Division I     | 27    | 3      |
| 1978/79 | KSC Lokeren        | Belgia | Division I     | 32    | 8      |
| 1979/80 | KSC Lokeren        | Belgia | Division I     | 31    | 5      |
| 1980/81 | KSC Lokeren        | Belgia | Division I     | 31    | 7      |
| 1981/82 | KSC Lokeren        | Belgia | Division I     | 31    | 8      |
| 1982/83 | KSC Lokeren        | Belgia | Division I     | 28    | 9      |
| 1983/84 | KSC Lokeren        | Belgia | Division I     | 33    | 5      |
| 1984/85 | KSC Lokeren        | Belgia | Division I     | 33    | 5      |
| 1985/86 | KSC Lokeren        | Belgia | Division I     | 28    | 4      |
| 1986/87 | Sporting Charleroi | Belgia | Division I     | 30    | 7      |
| 1987/88 | Sporting Charleroi | Belgia | Division I     | 30    | 1      |
| 1988/89 | Sporting Charleroi | Belgia | Division I     | 27    | 2      |
| 1989/90 | Sporting Charleroi | Belgia | Division I     | 29    | 2      |
| 1990/91 | Sporting Charleroi | Belgia | Division I     | 31    | 1      |
| 1991/92 | Sporting Charleroi | Belgia | Division I     | 31    | 2      |
| 1992/93 | Sporting Charleroi | Belgia | Division I     | 30    | 2      |
| 1993/94 | Sporting Charleroi | Belgia | Jupiler League | 29    | 0      |
| 1994/95 | Sporting Charleroi | Belgia | Jupiler League | 10    | 0      |
| 1995/96 | Sporting Charleroi | Belgia | Jupiler League | 31    | 1      |
| 1996/97 | Sporting Charleroi | Belgia | Jupiler League | 32    | 1      |

## Kariera reprezentacyjna
W reprezentacji Belgii Mommens zadebiutował 16 listopada 1977 roku w przegranym 0:3 spotkaniu eliminacji do mistrzostw świata w Argentynie z Irlandią Północną. W 1980 roku został powołany do kadry Belgii na Euro 80, na którym zagrał w 4 meczach: z Anglią (1:1), z Hiszpanią (2:1), z Włochami (0:0) oraz finale z RFN. W 1982 roku był w kadrze Belgii na mistrzostwa świata w Hiszpanii, ale nie rozegrał tam żadnego spotkania, podobnie jak na Euro 84. W 1986 roku zajął 4. miejsce z reprezentacją na mistrzostwach świata w Meksyku. Zagrał tam tylko w meczu o 3. miejsce z Francją (2:4). Od 1977 do 1988 roku rozegrał w kadrze narodowej 18 meczów.

## Kariera trenerska
W latach 1999–2000 Mommens był pierwszym trenerem Sportingu Charleroi. Obecnie pełni w nim funkcję trenera młodzieży.